# 瑞浪市立陶小学校
瑞浪市立陶小学校（みずなみしりつ すえしょうがっこう）は、岐阜県瑞浪市にある公立小学校。
現在の校舎は、旧・瑞浪市立陶中学校の校舎である。

## 沿革
- 1873年（明治6年） - 恵那郡吉良見村に鴻鱗学校[注釈 2]が開校。吉良見村、阿妻村、田良子村、大栗村、上田村、大船村、小泉村、猿爪村、大川村、水上村などが校区。
- 1875年（明治8年） - 猿爪村に求彦学校が開校し、鴻鱗学校から独立する。
- 1878年（明治11年） - 猿爪小学校に改称する。
- 1891年（明治24年） - 猿爪尋常小学校に改称する。
- 1897年（明治30年）4月1日 - 猿爪村、水上村 、大川村が合併し、陶村が発足。
- 1900年（明治33年） - 猿爪尋常小学校が猿爪尋常高等小学校に改称する。陶村大字猿爪字広表372に移転[2]。
- 1919年（大正8年） - 猿爪尋常高等小学校が陶村大字猿爪405[注釈 3]に移転する。
- 1932年（昭和7年）10月1日 - 陶村が町制施行し、陶町となる。
- 1933年（昭和8年） - 猿爪尋常高等小学校が陶町猿爪1082-46[注釈 4]に移転する。
- 1934年（昭和9年） - 猿爪尋常高等小学校が水川尋常小学校を統合し、陶尋常高等小学校となる。水川分教場を設置。
- 1941年（昭和16年）4月1日 - 陶国民学校に改称する。
- 1947年（昭和22年）4月1日 - 陶町立陶小学校に改称する。
- 1954年（昭和29年）4月1日 - 土岐郡瑞浪土岐町、稲津村、釜戸村、大湫村、日吉村、明世村（山野内、月吉、戸狩）、および恵那郡陶町が合併し、瑞浪市が発足。同時に瑞浪市立陶小学校に改称する。
- 1965年（昭和40年） - 水川分校を廃止。
- 1966年（昭和41年） - 瑞浪市陶町水上664-8に移転。校舎（鉄筋コンクリート造3階立）が完成。
- 1968年（昭和43年） - 屋内運動場が完成する。
- 2018年（平成30年）4月 - 校舎の老朽化のため、旧・瑞浪市立陶中学校の校舎に移転する。